# Berlin Rebels
| Ewige GFL Bilanz | Ewige GFL Bilanz | Ewige GFL Bilanz | Ewige GFL Bilanz | Ewige GFL Bilanz | Ewige GFL Bilanz | Ewige GFL Bilanz | Ewige GFL Bilanz | Ewige GFL Bilanz | Ewige GFL Bilanz | Ewige GFL Bilanz | Ewige GFL Bilanz |
| Jahr             | Gesamt           | Gesamt           | Gesamt           | Heim             | Heim             | Heim             | Ausw.            | Ausw.            | Ausw.            | TD-Verhältnis    |                  |
| Jahr             | S                | N                | U                | S                | N                | U                | S                | N                | U                | TD-Verhältnis    |                  |
| ---------------- | ---------------- | ---------------- | ---------------- | ---------------- | ---------------- | ---------------- | ---------------- | ---------------- | ---------------- | ---------------- | ---------------- |
| 1992             | 4                | 8                | 0                | 3                | 3                | 0                | 1                | 5                | 0                | 215 : 383        |                  |
| 1993             | 5                | 9                | 0                | 3                | 4                | 0                | 2                | 5                | 0                | 281 : 407        |                  |
| 1994             | 4                | 10               | 0                | 2                | 5                | 0                | 2                | 5                | 0                | 288 : 395        |                  |
| 1995             | 4                | 8                | 0                | 3                | 3                | 0                | 1                | 5                | 0                | 306 : 314        |                  |
| 2010             | 4                | 8                | 2                | 2                | 3                | 2                | 2                | 5                | 0                | 263 : 278        |                  |
| 2012             | 6                | 7                | 1                | 3                | 4                | 0                | 3                | 3                | 1                | 371 : 258        |                  |
| 2013             | 6                | 8                | 0                | 3                | 4                | 0                | 3                | 4                | 0                | 365 : 360        |                  |
| 2014             | 2                | 10               | 0                | 1                | 5                | 0                | 1                | 5                | 0                | 174 : 495        |                  |
| 2015             | 4                | 8                | 0                | 2                | 4                | 0                | 2                | 4                | 0                | 296 : 337        |                  |
| 2016             | 10               | 3                | 1                | 7                | 0                | 1                | 4                | 3                | 0                | 494 : 315        |                  |
| 2017             | 8                | 6                | 0                | 5                | 0                | 2                | 3                | 4                | 0                | 462 : 313        |                  |
| 2018             | 11               | 3                | 0                | 5                | 2                | 0                | 6                | 1                | 0                | 367 : 211        |                  |
| 2019             | 8                | 6                | 0                | 4                | 3                | 0                | 4                | 3                | 0                | 387 : 302        |                  |
| 2020             |                  |                  |                  |                  |                  |                  |                  |                  |                  |                  |                  |
| 2021             | 1                | 9                | 0                | 1                | 4                | 0                | 0                | 5                | 0                | 118 : 297        |                  |
| 2022             | 3                | 6                | 1                | 1                | 3                | 1                | 2                | 3                | 0                | 348 : 371        |                  |
| Gesamt           | 80               | 109              | 5                | 45               | 47               | 6                | 36               | 60               | 1                | 4735 : 5036      |                  |

Die Berlin Rebels sind ein American-Football-Team aus Berlin, das in der German Football League (GFL) spielt. Die Berlin Rebels existieren seit 1987 und gründeten sich unter dem Dach des SC Charlottenburg.

## Herrenteam
Die Berlin Rebels nehmen seit 1988 offiziell am Spielbetrieb der verschiedenen Ligen des AFVD (American Football Verband Deutschland) teil. Von 1989 bis 1991 spielten die Rebels in der zweiten Bundesliga. Von 1992 bis 1995 spielten sie in der ersten Bundesliga, der heutigen GFL, ehe sie dann 1996 wieder in die zweite Bundesliga abstiegen. 1998 entschieden sich die Berlin Rebels nach dem Gewinn der Meisterschaft der 2. Bundesliga Nord, ihr Herrenteam vom Spielbetrieb abzumelden. 2001 begann ein kompletter Neuaufbau in der vierten Liga (Oberliga). Ein Jahr später gelang der Aufstieg in die Regionalliga.
2004 gewannen die Berlin Rebels in der Relegation gegen die Troisdorf Jets und stiegen in die zweite Bundesliga auf. Hier wurden sie 2005 Vizemeister, in den Jahren 2006 und 2007 jeweils Fünfter sowie in der Saison 2008 Sechster. In der Saison 2009 gelang mit der Meisterschaft der Aufstieg in die GFL. Im folgenden Jahr konnte jedoch nicht die Klasse gehalten werden, so dass die Mannschaft 2010 wieder in die GFL2 Nord abstieg. In der Saison 2011 gelang es den Rebels, als zweitplatziertes Team direkt wieder in die GFL Nord aufzusteigen und dort spielen sie bis heute. Seit der Saison 2013 gibt es auch eine 2. Herren-Mannschaft, die Berlin Rebels Prospects, die bereits im ersten Jahr in die Oberliga aufgestiegen ist.
In der Saison 2016 erreichten die Rebels erstmals die Play-offs, scheiterten dort aber bereits im Viertelfinale an den Schwäbisch Hall Unicorns. Ein Jahr später waren wiederum die Unicorns Viertelfinalgegner. Wieder siegten die Unicorns, benötigten dabei aber die Verlängerung. Ihre bisher erfolgreichste Saison hatten die Rebels 2018. Sie schlossen die GFL Nord als drittplatziertes Team ab. Die beiden vor ihnen platzierten Teams New Yorker Lions und Dresden Monarchs trafen am letzten Spieltag aufeinander. Beide Teams benötigten einen Punkt, um vor den Rebels zu bleiben. Durch ein Unentschieden holten beide Teams diesen Punkt und die Rebels mussten sich trotz der gewonnenen direkten Vergleiche mit Platz drei begnügen. Im Viertelfinale unterlagen sie Frankfurt Universe in einer Regenschlacht knapp mit 6:5. 
Heimspielstätte des Bundesliga-Teams ist das Charlottenburger Mommsenstadion. In der Saison 2019 spielten die Rebels im etwas kleineren Stadion Wilmersdorf. Die Saison 2021 beendeten die Rebels auf dem letzten Platz, profitierten jedoch davon, dass die Nord-Gruppe der GFL aus nur sechs Teams bestand und es somit keine Abstiegsrelegation gab. Nach einem weiteren sechsten Platz im Folgejahr erreichten die Rebels in der Saison 2023 wieder die Play-offs, in denen sie jedoch direkt im Viertelfinale gegen die Unicorns ausschieden.

## Jugendmannschaft
Die Jugendmannschaft der Berlin Rebels (Jugendliche im Alter von 14 bis 19 Jahren) besteht seit 1989. In dieser Zeit hat die Mannschaft ohne Unterbrechung immer in der höchsten deutschen Jugendliga gespielt. Aktuell spielen die Rebels Juniors in der sogenannten GFL Juniors. Die Berlin Rebels Jugendmannschaft konnte in den Jahren 1992, 1996 und 2000 jeweils die deutsche Meisterschaft im Jugend-Tackle-Football erringen. Von 2004 bis 2012 war Kim Kuci Head Coach der Rebels Jugend, mit denen er jeweils 2005, 2006, 2008 und 2012 im Halbfinale um die deutsche Meisterschaft stand. Außerdem werden regelmäßig Spieler für Jugendnationalmannschaft nominiert. 2013 war Nikolai Kaltenhofer Head-Coach des Teams und führte das Team erneut ins Halbfinale um die deutsche Meisterschaft. 2004 errang die 2003 gegründete Jugend-Flag-Football Mannschaft ungeschlagen den Titel des Deutschen Meisters.

## Cheerleading-Abteilung
Die Cheerleading-Abteilung der Berlin Rebels umfasste drei sogenannte Squads. Die „Top Guns“ unterstützten die Teams der Rebels bei den Heimspielen und traten bei diversen Events auf. 2013 gewannen sie die deutsche Meisterschaft im Freestyle Dance. Sie bestanden aus einem Junior Team (Top Gun Rays), einem Aufbau Junior Team (Top Gun Shooting Stars), einem Senior Groupstunt (Top Gun Avengers) und einem Dance Team (Top Gun Mavericks).
Im Frühjahr 2015 wurde das Team aufgrund fehlender Coaches aufgelöst.